# 白银古道
白银古道，是位于中国福建省宁德市周宁县李墩镇楼坪村的一个宋代古建筑，2016年入选周宁县第四批文物保护单位。
白银古道是楼坪村通行至洞宫村的古道，东南至楼坪村口，西北至宁德县、政和县界碑点，境内全长20华里，最初因开采宝丰银场而开辟。古道成形于北宋元祐年间，明清时期铺设石质路面、台阶，清朝时期在古道间每隔5里建古亭，共4座，另有关防、滚石防各一处。